# Производство водорода
Промышленное производство водорода — неотъемлемая часть водородной энергетики, первое звено в жизненном цикле употребления водорода. Водород практически не встречается на Земле в чистом виде и должен извлекаться из других соединений с помощью различных химических методов.

## Методы производства
В настоящее время существует множество методов промышленного производства водорода:
разрабатывались технологии производства водорода из мусора, этанола, металлургического шлака, биомассы и другие технологии. 

К подобным способам относятся:
- паровая конверсия (риформинг) метана и природного газа;
- газификация угля;
- электролиз воды;
- пиролиз;
- частичное окисление;
- щелочные электролизеры;
- биотехнологии.Электролизер на PEM-ячейках

Также в редких случаях используется реакция алюминия и щелочного раствора. 

Разнообразие способов получения водорода является одним из главных преимуществ водородной энергетики, так как повышает энергетическую безопасность и снижает зависимость от отдельных видов сырья.
На настоящий момент наиболее экономически выгодным считается производство водорода из ископаемого сырья и в данный момент наиболее доступным и дешёвым процессом является паровая конверсия (согласно прогнозам, она будет использоваться в начальной стадии перехода к водородной экономике для упрощения преодоления проблемы «курицы и яйца», когда из-за отсутствия инфраструктуры нет спроса на водородные автомобили, а из-за отсутствия водородных автомобилей не строится инфраструктура.
В долгосрочной перспективе, однако, необходим переход на возобновляемые источники энергии, так как одной из главных целей внедрения водородной энергетики является снижения выброса парниковых газов; такими источниками может быть энергия ветра или солнечная энергия, позволяющая проводить электролиз воды).
Снизить уровень выбросов углерода в производственных отраслях можно за счет водорода, полученного с использованием низкоуглеродных технологий, для этого можно применять технологии улавливания и хранения углекислого газа, а также электролиза воды, «в первую очередь с помощью энергии объектов атомной, гидро-, ветряной и солнечной энергетики». 

Цветовая градация водорода зависит от способа его выработки и углеродного следа, то есть количества вредных выбросов:
- «зелёный» — произведён с помощью энергии из возобновляемых источников методом электролиза воды, считается самым чистым[4];
- «голубой» — произведенный из природного газа; в этом случае углекислый газ накапливается в специальных хранилищах;
- «жёлтый» — произведенный при помощи атомной энергии.
- при производстве «серого» водорода вредные выбросы идут в атмосферу.

Себестоимость «зелёного» водорода — около 10 долларов за кг (что «абсолютно нерентабельно», по мнению главы Фонда национальной энергетической безопасности); «голубой» и «жёлтый» водород в несколько раз дешевле «зелёного» — от 2 долларов за килограмм.
Производство водорода может быть сосредоточено на централизованных крупных предприятиях, что понижает себестоимость производства, но требует дополнительных расходов на доставку водорода к водородным автозаправочным станциям. Другим вариантом является маломасштабное производство непосредственно на специально оборудованных водородных автозаправочных станциях.
В декабре[когда?] 2013(?) германский институт Deutsches Zentrum für Luft- und Raumfahrt (DLR) завершил строительство пилотной установки по производству водорода из воды в солнечных концентраторах; мощность установки — 100 кВт.

В 2019 г. в Германии началось строительство крупнейшей в мире установки по производству 1300 тонн водорода ежегодно методом электролиза.

## Производство водорода из различных источников сырья
На 2019 год в мире потребляется 75 млн тонн водорода, в основном в нефтепереработке и производстве аммиака. Из них более 3/4 производится из природного газа, для чего расходуется более 205 млрд м3 газа. Почти все остальное получают из угля. Около 0,1 % (~100 тыс. тонн) вырабатывается электролизом. При производстве водорода в атмосферу поступает ~830 млн тонн CO2. Себестоимость водорода из природного газа оценивается в 1,5-3 доллара за 1 кг.

### Из метана
Паровая конверсия с водяным паром при 1000 °C:
{\displaystyle {\mathsf {CH_{4}+H_{2}O\ \rightleftarrows {}\ CO+3H_{2}}}}
Водород можно получать разной чистоты: 95-98 % или особо чистый. В зависимости от дальнейшего использования водород получают под различным давлением: от 1,0 до 4,2 МПа. Сырье (природный газ или легкие нефтяные фракции) подогревается до 350—400° в конвективной печи или теплообменнике и поступает в аппарат десульфирования. Конвертированный газ из печи охлаждается в печи-утилизаторе, где вырабатывается пар требуемых параметров. После ступеней высокотемпературной и низкотемпературной конверсии СО газ поступает на адсорбцию СО2 и затем на метанирование остаточных оксидов. В результате получается водород 95-98,5%-й чистоты с содержанием в нем 1-5 % метана и следов СО и СО2.
В том случае, если требуется получать особо чистый водород, установка дополняется секцией адсорбционного разделения конвертированного газа. В отличие от предыдущей схемы конверсия СО здесь одноступенчатая. Газовая смесь, содержащая H2, CO2, CH4, H2O и небольшое количество СО, охлаждается для удаления воды и направляется в адсорбционные аппараты, заполненные цеолитами. Все примеси адсорбируются в одну ступень при температуре окружающей среды. В результате получают водород со степенью чистоты 99,99 %. Давление получаемого водорода составляет 1,5-2,0 МПа.
Также возможно каталитическое окисление кислородом:
{\displaystyle {\mathsf {2CH_{4}+O_{2}\rightleftarrows {}\ 2CO+4H_{2}}}}

### Из угля
Пропускание паров воды над раскалённым углем при температуре около 1000 °C:
{\displaystyle {\mathsf {H_{2}O+C\ \rightleftarrows {}\ CO\uparrow +H_{2}\uparrow }}}
Старейший способ получения водорода. Себестоимость процесса - 2-2,5 $ за килограмм водорода. В будущем возможно снижение цены до 1,50 $, включая доставку и хранение.

### Электролиз
Электролиз водных растворов солей:
{\displaystyle {\mathsf {2NaCl+2H_{2}O\ {\xrightarrow {}}\ 2NaOH+Cl_{2}\uparrow +H_{2}\uparrow }}}
Электролиз водных растворов гидроксидов активных металлов (преимущественно, гидроксида калия)
{\displaystyle {\ce {2H2O ->[4e^{-}] 2H2 ^ + O2 ^}}}
Кроме того, существует промышленная технология электролиза химически чистой воды, без применения каких-либо добавок. Фактически, устройство представляет собой обратимый топливный элемент с твёрдой полимерной мембраной.
Высокотемпературный электролиз водных паров требует значительно меньше электроэнергии.  При температуре 2500 градусов Цельсия электролиз  воды может происходить без внешнего подвода тока. Катализаторы еще сильнее облегчают процесс, снижают начальную температуру запуска реакции.

### Из биомассы
Водород из биомассы получается термохимическим или биохимическим способом. При термохимическом методе биомассу нагревают без доступа кислорода до температуры 500°-800° (для отходов древесины), что намного ниже температуры процесса газификации угля. В результате процесса выделяется H2, CO и CH4.
Себестоимость процесса - 5-7 $ за килограмм водорода. В будущем возможно снижение до 1,0-3,0 $.
В биохимическом процессе водород вырабатывают различные бактерии, например, Rodobacter speriodes.
Возможно применение различных энзимов для ускорения производства водорода из полисахаридов (крахмал, целлюлоза), содержащихся в биомассе. Процесс проходит при температуре 30° Цельсия при нормальном давлении. Себестоимость процесса - около 2 $ за кг.
Из цепочки сахар-водород-водородный топливный элемент можно получить в три раза больше энергии, чем из цепочки сахар-этанол-двигатель внутреннего сгорания.

### Из мусора
Разрабатываются различные новые технологии производства водорода. Например, в октябре 2006 года Лондонское водородное партнёрство опубликовало исследование (недоступная ссылка) о возможности производства водорода из муниципального и коммерческого мусора. Согласно исследованию, в Лондоне можно ежедневно производить 141 тонну водорода как пиролизом, так и анаэробным сбраживанием мусора. Из муниципального мусора можно производить 68 тонн водорода.
141 тонны водорода достаточно для работы 13 750 автобусов с двигателями внутреннего сгорания, работающими на водороде. В Лондоне в настоящее время эксплуатируется более 8000 автобусов.

### Химическая реакция воды с металлами
В 2007 году Университет Purdue (США) разработал метод производства водорода из воды при помощи алюминиевого сплава.
Сплав алюминия с галлием формируется в пеллеты. Пеллеты помещают в бак с водой. В результате химической реакции производится водород. Галлий препятствует образованию оксидной пленки на поверхности алюминия, тормозящей процесс окисления алюминия. В результате реакции создаётся водород и оксид алюминия.
Из одного фунта (≈453 г) алюминия можно получать более 2 кВт·ч энергии от сжигания водорода и более 2 кВт·ч тепловой энергии во время реакции алюминия с водой. В будущем, при использовании электроэнергии атомных реакторов 4-го поколения, себестоимость водорода, получаемого в ходе реакции, станет эквивалента цене бензина - 3 $ за галлон (≈3,8 л).
Автомобиль среднего размера с двигателем внутреннего сгорания с 350 фунтами (158 кг) алюминия на борту может проехать 350 миль (560 км). В будущем стоимость такой поездки составит 63 $ (0,11 $/км), включая стоимость восстановления оксида алюминия на атомной электростанции 4-го поколения.

### С использованием водорослей
Учёные калифорнийского университета в Беркли (UC Berkeley) 1999 году обнаружили, что если водорослям не хватает кислорода и серы, то процессы фотосинтеза у них резко ослабевают, и начинается бурная выработка водорода.
Водород может производить группа зелёных водорослей, например, Chlamydomonas reinhardtii. Водоросли могут производить водород из морской воды или канализационных стоков.

## Домашние системы производства водорода
Вместо строительства водородных заправочных станций водород можно производить в бытовых установках из природного газа или электролизом воды. Honda испытывает свою бытовую установку под названием Домашняя энергетическая станция Honda. Установка в бытовых условиях производит водород из природного газа. Часть водорода используется в топливных элементах для производства тепловой и электрической энергии для дома. Оставшаяся часть водорода используется для заправки автомобиля.
Британская компания   ITM Power Plc разработала и испытала в 2007 г. бытовой электролизёр для производства водорода. Водород производится ночью, что позволит сгладить пики потребления электроэнергии. Электролизер мощностью 10 кВт производит из воды водород, и хранит его под давлением 75 бар. Произведённого водорода достаточно для 40 км пробега битопливного (водород/бензин) Ford Focus. Компания планирует начать производство бытовых электролизеров в начале 2008 года. ITM Power уже достигла уровня себестоимости электролизеров 164 $ за 1кВт.

## Крупнейшие производители водорода
- Air Liquide
- Linde AG
- Praxair
- ONH Systems[13]